# Купеческая синагога (Евпатория)
Купеческая синагога (Главная синагога, Торговая синагога) — бывшая главная синагога Евпатории. Построена в 1911—1912 годах на углу нынешних улиц Караимской и Тучина по проекту Адама Генриха. Полностью потеряла изначальный вид после ремонта в 1928 году, с того же года используется не по назначению.

## История
Синагога на углу Базарной и Раздельной улиц (ныне — улицы Караимская и Тучина) существовала как минимум с начала XIX столетия. В 1895 году в пределах предыдущей здания был построен новый иудейский молитвенный дом, но вскоре и это здание уже не отвечало запросам торговой элиты еврейской общины. Поэтому в 1911—1912 годах на этом месте на средства еврейских купцов I и II гильдий построили новую синагогу по проекту городского архитектора Адама Людвиговича Генриха.
26 июня 1911 года евпаторийским раввином М. Х. Маркусом состоялось освящение закладки новой синагоги на месте ранее разобранной предшественницы. Шесть камней по очереди заложили: старейший член местной общины Соломонович, караимский гахам С. М. Панпулов, директор Александровского караимского духовного училища И. И. Казас, председатель земской управы П. А. Бендебери, депутат Государственной думы И. Муфтий-заде и Г. Б. Шварц. Уже через год, 19 июля 1912 года был открыт новый молитвенный дом. Торжественное богослужение провел кантор Симферопольской хоральной синагоги.
После установления в Крыму советской власти главная еврейская синагога некоторое время ещё была действующим храмом. Сначала её конфисковали у еврейской общины, но впоследствии, 12 декабря 1922 года помещение синагоги и «богослужебные предметы по особым описанием» были переданы по договору в бесплатное пользование прихожанам.
В 1927 году в Крыму произошли два сильных землетрясения, в результате которых пострадала и Купеческая синагога. После обследования в октябре 1928 года здание было признано аварийным. В 1929-м году синагогу закрыли и, после капитального ремонта, который полностью обезличил облик этого архитектурного памятника, передано клубу кустарей и крымчаков.
В начале 1930-х годов синагога была передана на баланс Евпаторийского пиво-безалкогольного завода, который использовал её в качестве склада до начала 1990-х годов. Завод перестраивал помещение, не считаясь с ценностью архитектурного объекта, вследствие чего синагога окончательно утратила свой первоначальный вид. В северо-восточном углу здания была размещена трансформаторная подстанция, вход в которую находился на том месте, где когда-то был женский вход в синагогу.
В 2009 году был разработан проект по восстановлению храмового здания, отреставрированы внешние фасады. В 2013 году было завершено возврата здания в коммунальную собственность.